# Матч відбудеться в будь-яку погоду
«Матч відбудеться в будь-яку погоду» (латис. «Spēle notiks tik un tā») — радянський кінодетектив режисера Роланда Калниньша за повістю Вацлава Фолпрехта «Смерть у штрафному майданчику». Знятий на Ризькій кіностудії у 1985 році.

## Сюжет
В Прагу на повторну гру прилітає футбольний клуб із Західної Німеччини. Під час тренування основний гравець команди Франц Піхлер знепритомнів і помер по дорозі в лікарню. Було встановлено, що причиною смерті стала отрута, що потрапила в організм після уколу отруєною голкою, прикріпленої до бутси футболіста. Тренер команди в ультимативній формі заявив, що якщо напередодні матчу не буде знайдений винний у вбивстві, вони будуть змушені відмовитися від гри.
Розкриття злочину було доручено слідчій групі під керівництвом капітана держбезпеки Іржи Паточки. Відкинувши версію про невдалий шантаж, сищики виявили зв'язок між зникненням в інституті автомобільної промисловості секретної документації і інтересом до неї німецьких промисловців. Батько дружини Піхлера — власник великого автопідприємства — був зацікавлений в таємній покупці вкрадених документів.
У готелі, де жили футболісти, були виявлені дві групи промислових шпигунів, які спостерігали за Піхлером. Після проведення оперативного затримання одного з підозрюваних був арештований працівник інституту, що викрав документи і передав їх футболістові. Касета з мікрофільмом була вкрадена у Піхлера конкурентами, але ніхто з них не був зацікавлений в його смерті.
Буквально в останню годину перед матчем з'ясувалося, що вбивство на совісті воротаря команди, молодого і честолюбного спортсмена, що мав любовний зв'язок з дружиною Піхлера і вбив суперника в надії отримати статки після шлюбу з колишньою коханкою.

## У ролях
- Андрейс Жагарс — Франц Піхлер
- Альгіс Матульоніс — Іржи Паточка
- Улдіс Думпіс — Фрідріх Курц
- Яніс Кубіліс — полковник Гомола
- Юріс Ліснерс — Ганс Еверд
- Хірманіс Паукшс — Елер
- Інара Слуцка — Геленка
- Ліґа Ліепіня — Іржина Голікова
- Леонід Грабовскіс — брат Голікової

## Знімальна група
- Сценарист: Валерій Стародубцев
- Режисер-постановник: Роланд Калниньш
- Оператор-постановник: Гвідо Скулте
- Композитор: Юріс Карлсонс
- Художник: Гунарс Балодіс